# Relaciones Chile-Surinam
Las relaciones Chile-Surinam son las relaciones internacionales entre la República de Chile y la República de Surinam. Ambos países pertenecen a la Comunidad de Estados Latinoamericanos y Caribeños, la Organización de Estados Americanos y la Unión de Naciones Suramericanas, y son estados asociados al MERCOSUR.
El 28 de enero de 1994, ambos países firmaron un convenio para la exención del requisito de visa para los titulares de pasaportes diplomáticos, el cual entró en vigor en 2011.
En marzo de 2012, en el marco de una cumbre de la Comunidad del Caribe llevada a cabo en Surinam, el presidente chileno Sebastián Piñera sostuvo una reunión bilateral con el mandatario de ese país, Dési Bouterse.
En 2013, el gobierno de Surinam lanzó un programa de becas para otorgar entre 40 y 50 financiamientos para que jóvenes de ese país estudien en universidades chilenas.

## Relaciones comerciales
En 2022, el intercambio comercial entre ambos países ascendió a los 0,74 millones de dólares estadounidenses, lo que supuso un -25% de crecimiento promedio anual en los últimos cinco años. Los principales productos exportados por Chile fueron polvos para la preparación de postres, aglutinantes y vinos mientras que Surinam exportó tableros LCD o LED y calzoncillos.

## Misiones diplomáticas
- La embajada de Chile en Trinidad y Tobago concurre con representación diplomática en Surinam.[5] Existe un consulado honorario chileno en Paramaribo.[6]

- La embajada de Surinam en Brasil concurre con representación diplomática en Chile.